# Joseph Wilhelm Nahlowsky
Joseph Wilhelm Nahlowsky (* 18. März 1812 in Prag; † 15. Januar 1885 in Graz) war ein österreichischer Philosoph.

## Leben
Er studierte an der Universität Prag, wo er ab 1845 auch aushilfsweise lehrte. Anschließend war er Lehrer in Przemysl und Czernowitz. 1852 wurde er Professor für Philosophie an der Universität Olmütz, die jedoch 1855 aufgehoben wurde, woraufhin er an die Universität Pest versetzt wurde. 1860 verlor er dort seine Stelle. Von 1862 bis 1878 war er ordentlicher Professor für Philosophie an der Universität Graz. Er gehörte der Herbartschen Schule an.

## Schriften (Auswahl)
- Das Duell. Sein Widersinn und seine moralische Verwerflichkeit. Leipzig 1864.
- Das Gefühlsleben. In seinen wesentlichsten Erscheinungen und Bezügen. Leipzig 1884.
- Allgemeine Ethik. Mit Bezugnahme auf die realen Lebensverhältnisse. Leipzig 1903.
- Das Gefühlsleben in seinen wesentlichsten Erscheinungen und Beziehungen. Leipzig 1907.